# 天主教考拉克教區
天主教考拉克教區（拉丁語：Dioecesis Kaolackensis）是塞內加爾一個羅馬天主教教區，屬達喀爾總教區。
1957年1月21日設宗座監牧區，1965年7月6日升為教區。
教區範圍包括塞內加爾中部。2006年有教友14,755人（佔轄區總人口0.9%）、十五個堂區、卅三名司鐸。教區主教本雅明·恩迪亞耶，於2014年12月22日，改任為達喀爾總教區總主教，主教現在是空缺。